# Cristian Egídio
Cristian Egídio da Rosa (Arapongas, 4 september 1987) is een Braziliaans wielrenner.

## Overwinningen
2009
 Braziliaans kampioen op de weg, Beloften
2010
4e etappe Ronde van Santa Catarina
2012
5e etappe Ronde van Brazilië
Bergklassement Ronde van Brazilië
2017
Bergklassement Ronde van Uruguay
2018
3e etappe Ronde van Uruguay

## Resultaten in voornaamste wedstrijden
| Jaar |  | WK op de weg |
| ---- |  | ------------ |
| 2014 |  | opgave       |

## Ploegen
- 2011 –  Clube DataRo de Ciclismo-Foz do Iguaçu
- 2013 –  Clube DataRo de Ciclismo
- 2014 –  Clube DataRo de Ciclismo-Bottecchia

Affonso · Coelho · Da Silva · Delai · dos Santos · Egídio · Gonçalves · Melo · Mendes · Panizo · Sales · Seabra · Vieira · Weber
Affonso · Delai · dos Santos · Egídio · Melo · Onesco · Ramos · S.Rodrigues · T.Rodrigues · Sales · Seabra · Weber
Baena · Cabrera · Chiarello · dos Santos · Egídio · Godoy · Melo · Mendes · Panizo · T.Rodrigues · Roux · dos Santos · Silva · Vieira · Weber